# Siatkówka (anatomia)
Siatkówka (łac. retina) – część oka, która jest elementem odbierającym bodźce wzrokowe. Jest specyficznej budowy błoną znajdującą się wewnątrz gałki ocznej, na jej tylnej powierzchni. Znajdują się w niej 3 z 4 neuronów drogi wzrokowej (I- pręciki i czopki, II-kom. dwubiegunowe, III kom. wielobiegunowe). Siatkówka charakteryzuje się największą konsumpcją tlenu na jednostkę masy tkanki w organizmie człowieka.

Uproszczona osiowa organizacja siatkówki (zmodyfikowany rysunek Ramóna y Cajala)
Siatkówka jest stosem kilku warstw neuronalnych. Światło skupiane na oku przechodzi przez te warstwy (od lewej do prawej), trafiając na fotoreceptory (warstwa po prawej). To wywołuje chemiczną transformację umożliwiającą przenoszenie sygnału do komórek dwubiegunowych i horyzontalnych (środkowa żółta warstwa). Sygnał jest następnie przewodzony do komórek amakrynowych i neuronów zwojowych. Te neurony ostatecznie mogą wytworzyć potencjał czynnościowy rozchodzący się do ich aksonów.

## Budowa
Podstawowymi elementami budowy siatkówki są ułożone w kilka warstw komórki nerwowe, które z mózgiem łączy nerw wzrokowy. Zmodyfikowane neurony: czopki i pręciki, są jej światłoczułymi receptorami. Siatkówka ludzkiego oka zawiera około 6 mln czopków i 100 mln pręcików. Innym rodzajem neuronów występującym w siatkówce są komórki dwubiegunowe i komórki zwojowe siatkówki. W komórkach zwojowych żaby, myszy i ludzi wykryto melanopsynę, odpowiadającą prawdopodobnie za regulację rytmu dobowego.
Pręciki są wrażliwe na natężenie światła i pozwalają na widzenie czarno-białe. Są wydłużonymi, cienkimi komórkami, które w swej zewnętrznej części zawierają zawarty w około 2000 dyskoidalnych strukturach światłowrażliwy barwnik: rodopsynę. Pręciki nie występują w dołku środkowym, za to jest ich dużo w częściach peryferyjnych siatkówki. Czopki skupiają się w centralnej części siatkówki i odpowiadają za widzenie barwne. Zawierają trzy barwniki wrażliwe na światło niebieskie, zielone i czerwone. Czopki są też odpowiedzialne za ostrość widzenia. Największa liczba receptorów znajduje się w plamce żółtej, zaś w plamce ślepej nie ma ani jednego.
Do siatkówki przylega od tyłu warstwa komórek wypełnionych czarnym pigmentem, który absorbuje nadmiar światła wpadającego do oka i zapobiega zamazywaniu (zacieraniu konturów) obrazu przez światło odbite wewnątrz oka.
Na siatkówce powstaje obraz rzeczywisty, pomniejszony i odwrócony.

### Warstwy siatkówki
W budowie histologicznej siatkówki można wyróżnić 10 warstw (1- najbardziej zewnętrzna, 10. najbardziej wewnętrzna):
1. warstwa barwnikowa = nabłonek barwnikowy – nabłonek jednowarstwowy sześcienny leżący na błonie podstawnej; komórki barwnikowe w szczytowej części cytoplazmy zawierają ziarna melaniny chroniące przed odbijaniem się światła wewnątrz gałki ocznej
2. warstwa pręcików i czopków = warstwa nabłonka wzrokowego (utworzona przez zewnętrzne segmenty czopków i pręcików)
3. błona graniczna glejowa zewnętrzna
4. warstwa jądrzasta (ziarnista) zewnętrzna
5. warstwa splotowata zewnętrzna
6. warstwa jądrzasta (ziarnista) wewnętrzna
7. warstwa splotowata wewnętrzna
8. warstwa komórek zwojowych = warstwa zwojowa
9. warstwa włókien nerwowych
10. warstwa graniczna glejowa wewnętrzna.

Komórki wzrokowe obecne są w warstwach 2.-5., neurony drugie w warstwach 5.-7., neurony ostatnie w warstwach 7.-9.

## Choroby siatkówki
- odwarstwienie siatkówki
- siatkówczak
- retinopatia cukrzycowa
- retinopatia nadciśnieniowa
- retinopatia wcześniaków
- zwyrodnienie plamki żółtej
- retinopatia barwnikowa
- jaskra
- centralna retinopatia surowicza